# 七里探花府
七里探花府，位于中华人民共和国福建省福州市连江县小沧畲族乡七里村，是一个清代古建筑，得名于出身府内的清朝同治年间探花雷文涛，2000年入选第四批连江县文物保护单位。

## 历史
七里探花府为清朝中期的闽东民居建筑，房主为清朝嘉庆十五年（1810年）出生的雷仕焕（另有文献记载为雷土焕）。同治八年（1869年），雷仕焕委托闽侯人陈大春建造此宅，同年，雷仕焕之三子雷文涛考中探花，建筑因而得名。清末，闽浙总督为该建筑题写了“探花府”的楷书牌匾。作为畲族人所建造的房屋，探花府内常有畲族民俗活动。2000年，连江县人民政府将七里探花府列入第四批县级文物保护单位。2020年代，小沧畲族乡政府对探花府进行修缮开发，以期展示探花府及七里村的畲乡特点。

## 建筑
探花府坐北朝南，为木制结构，占地面积1000平方米，穿斗式木构架悬山顶，飞檐翘角，面阔29.6米、十二扇七间，进深32.5米，套房设三直间，中间有庭院，四周有回廊，主座左右两侧建有两列与主座相通的厢房。府内有雕刻图案的房梁、窗棂，府门口挂有清代的“探花府”横匾和“驸马家声远，冯翊世泽长”的楹联，建筑整体现大部分保存较为完好。

## 图集

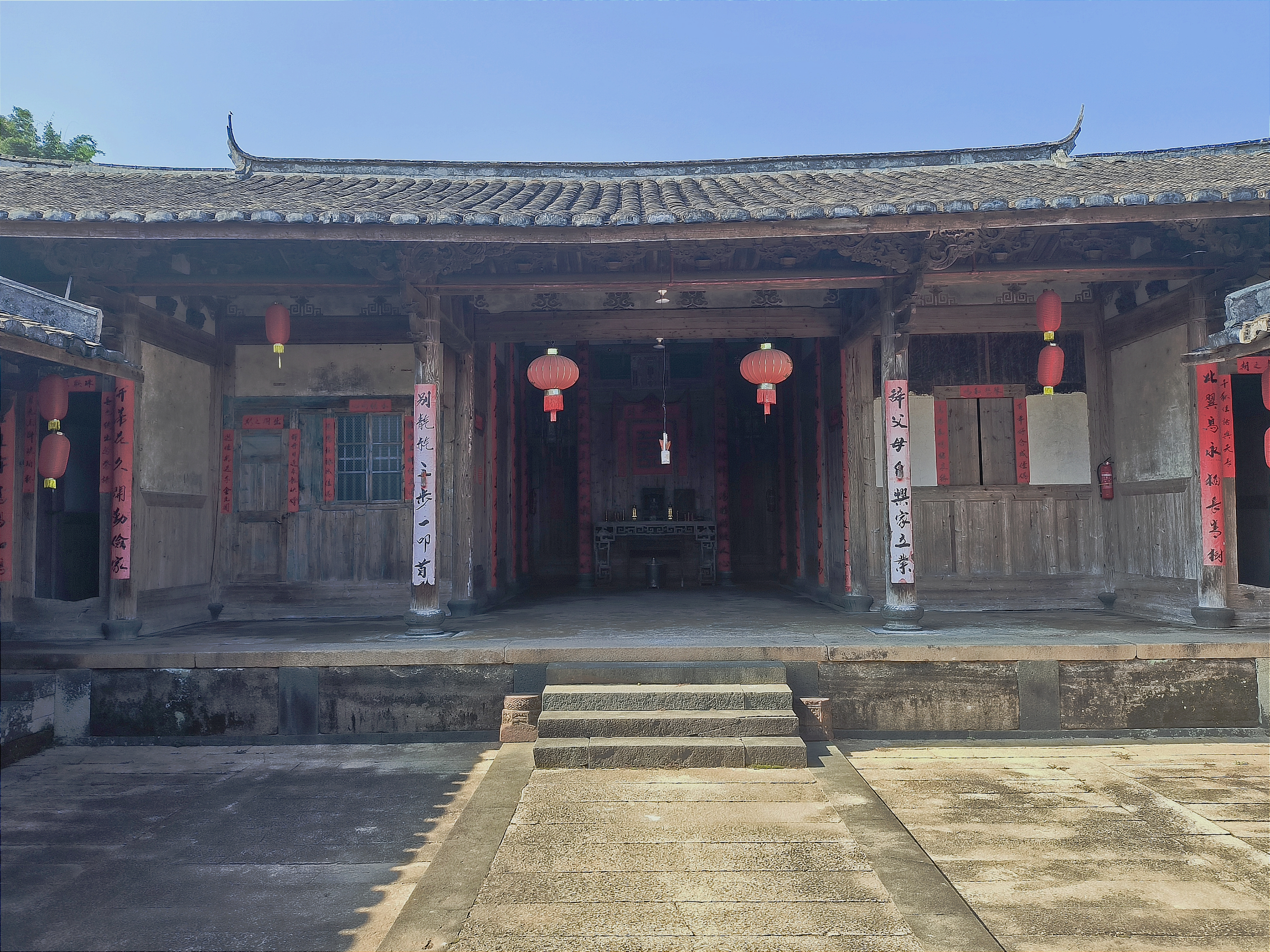
主座建筑
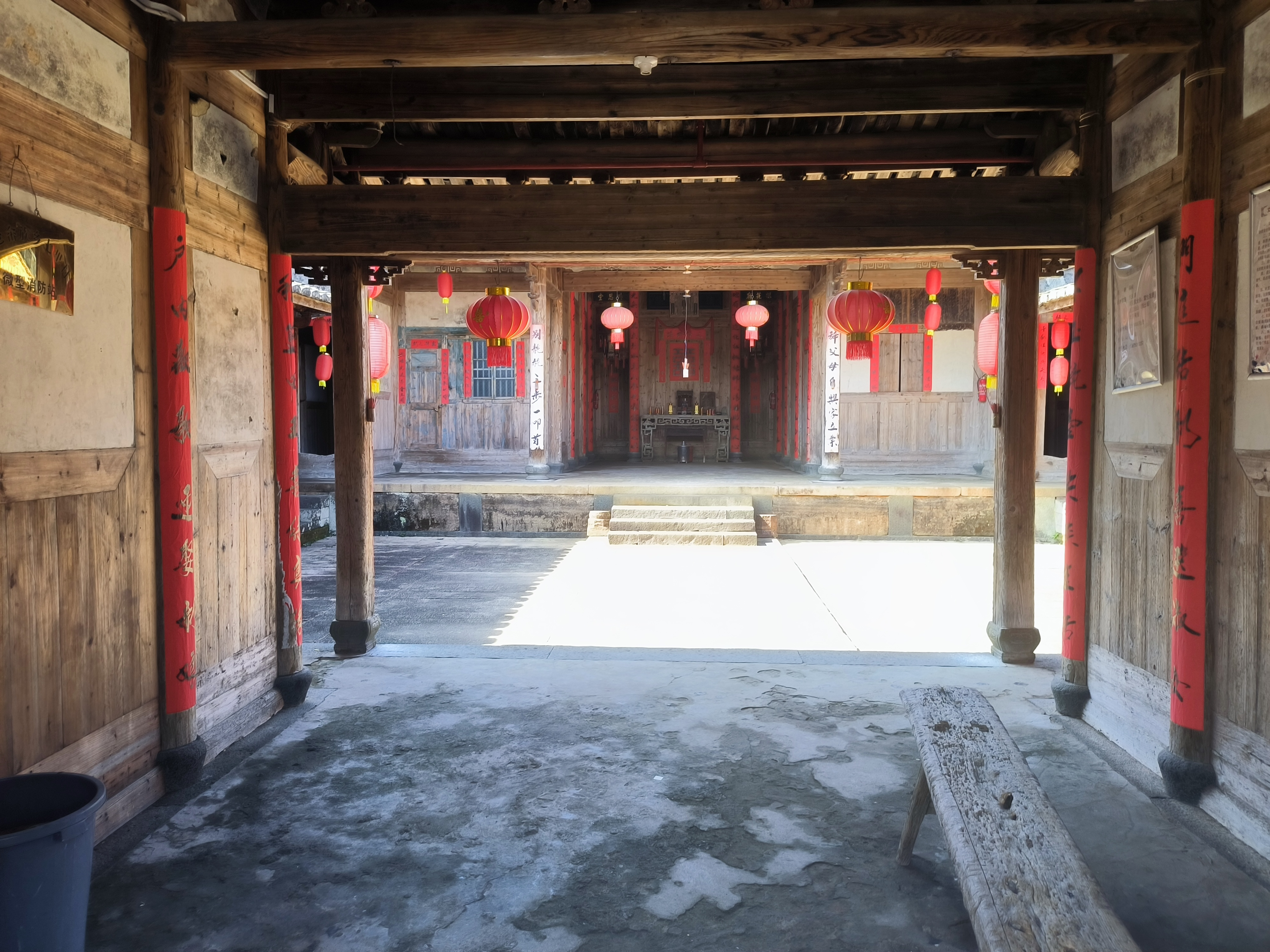
自大门往中庭看
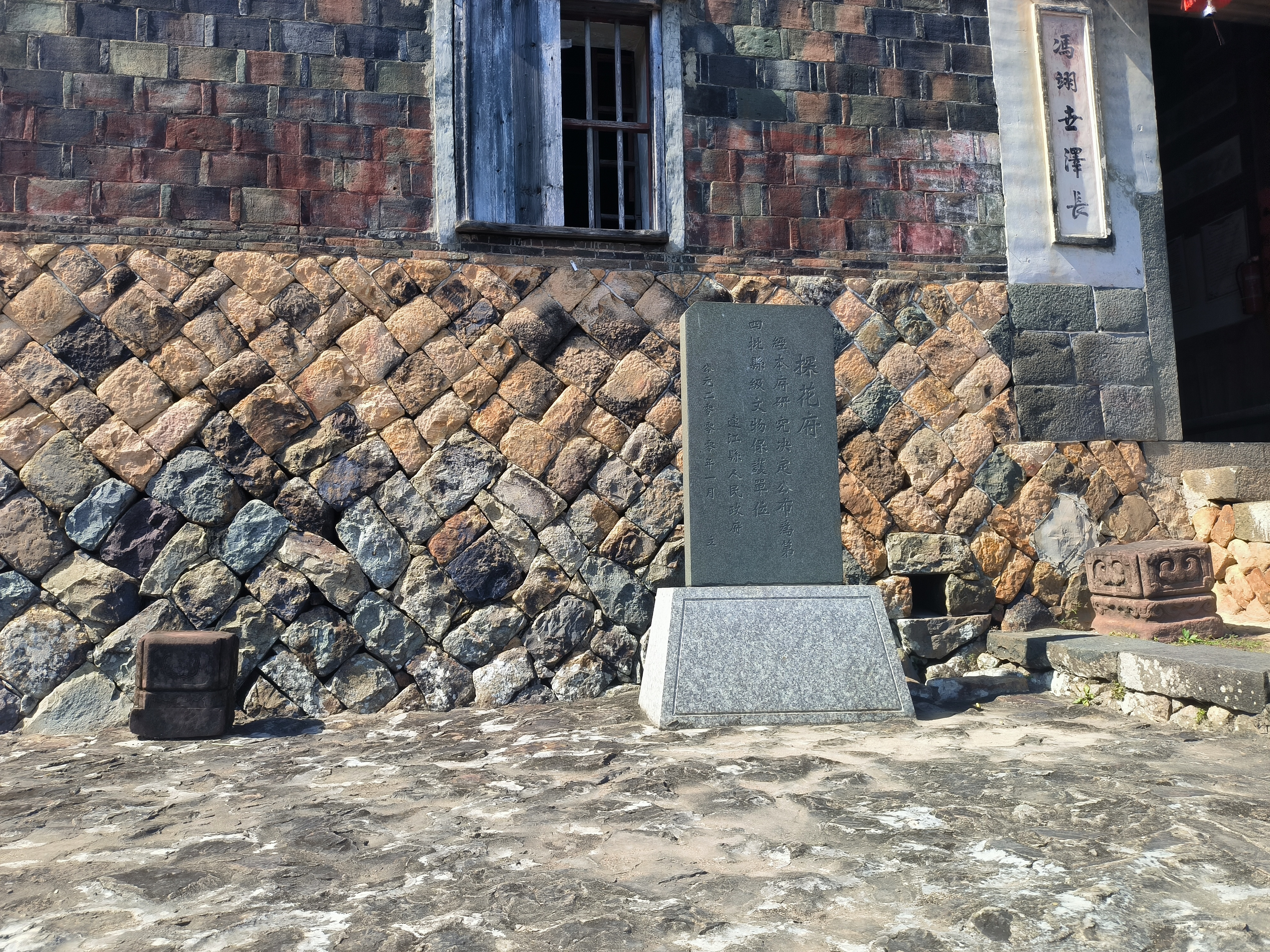
文物保护单位碑记
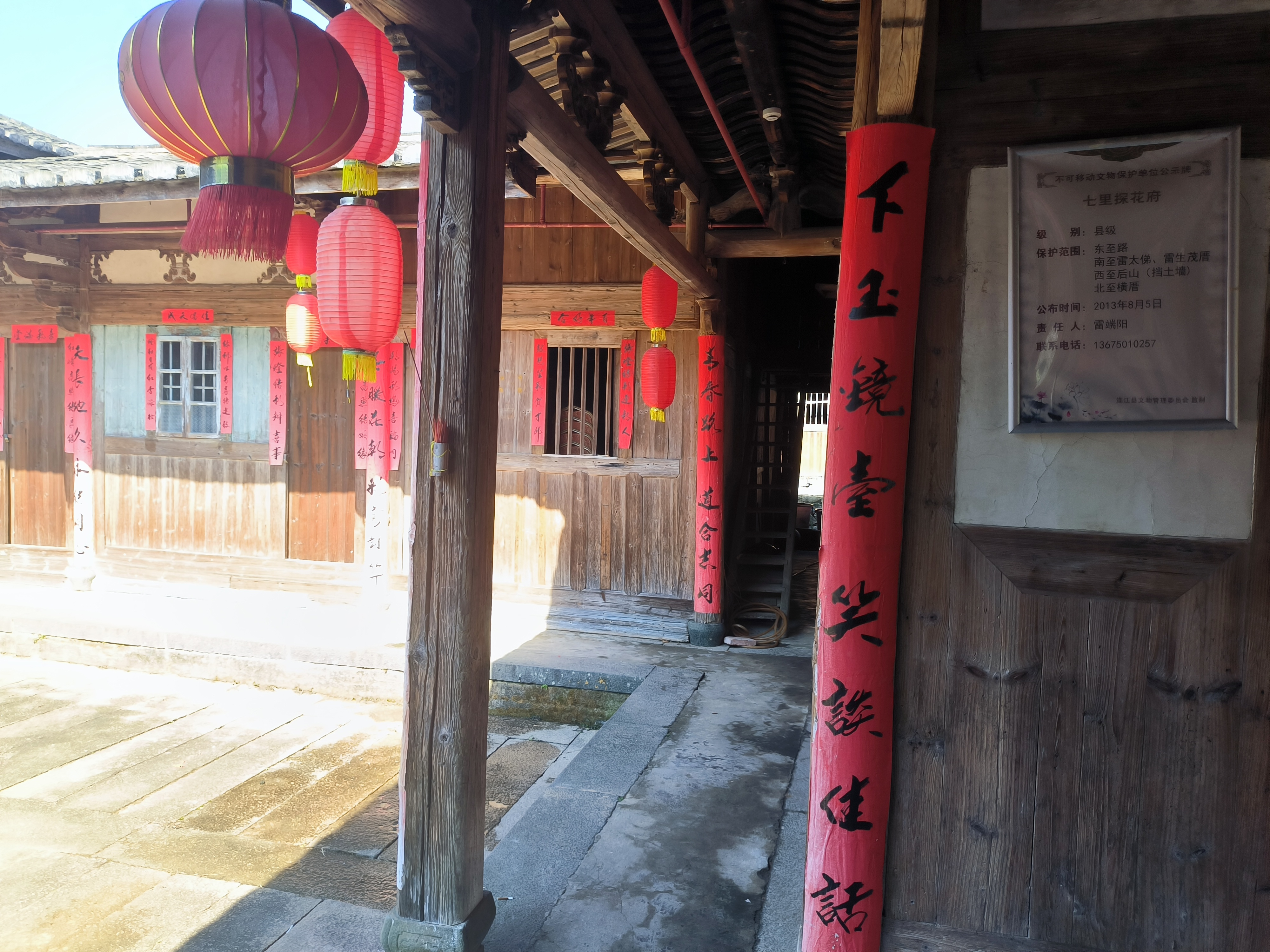
立柱与对联